# Вриньи, Пьер
Пьер Жан Франсуа Вриньи (фр. Pierre Jean François Vrigny; 1770—1813) — французский военный деятель, полковник (1809 год), барон (1810 год), участник революционных и наполеоновских войн.

## Биография
Родился в семье землевладельца Франсуа Вриньи (фр. François Vrigny) и его супруги Жанны Юэ (фр. Jeanne Huet). 15 сентября 1792 года поступил на военную службу в 15-й резервный батальон национальных волонтёров и был избран капитаном роты Сен-Жермен-де-Се. 22 сентября 1794 года, в ходе первой амальгамы, 15-й батальон влился в состав 163-й пехотной полубригады. Служил в Северной армии, принял участие во всех ключевых сражениях этой армии (Вальми, Жемапп, Ондскот, Ваттиньи, Висамбур и Флёрюс). 20 февраля 1796 года в ходе второй амальгамы 163-я полубригада стала частью 36-й полубригады линейной пехоты в Самбро-Маасской армии. В 1799 году сражался в рядах Гельветической армии. Получил огнестрельные раны в левое бедро и в живот в бою при Бенгхайме. 28 сентября 1799 года ранен двумя пулями в правый бок в сражении при Гларисе. В 1800 и 1801 году служил под началом полковника Грендоржа в Рейнской армии в дивизии Молитора. 5 мая 100 года отличился в боях при Мескирхе, где захватил 1200 пленных, включая офицеров. В деле у Кайсхайма он со своими тремя ротами был окружён полком вражеских гусар. Он сформировал каре, выдержал три атаки и заставил своих противников отступить, убив и ранив 30 человек и взяв двенадцать пленных. 15 сентября 1802 года награждён Первым консулом Почётной саблей с надписью «За отличное поведение в армиях Германии и Гельвеции». 29 августа 1803 года 36-я полубригада включена в состав дивизии Сент-Илера в лагере Сент-Омер в Армии Берегов Океана.
30 мая 1805 года переведён в Императорскую гвардию и возглавил роту в полку пеших гренадер. В рядах Великой Армии принимал участие в кампаниях 1805-07 годов. 1 мая 1806 года получил звание командира батальона. 19 сентября 1806 года определён с тем же чином в полк пеших егерей. Сражался при Аустерлице, Эйлау и Фридланде. В 1808 году сражался в составе Армии Испании.
5 апреля 1809 года стал майором гвардии и возглавил 1-й полк конскриптов-егерей гвардии. В составе Армии Германии принял участие в Австрийской кампании, отличился в сражениях при Экмюле, Эсслинге и Ваграме. 30 декабря 1810 года его полк переименован в 3-й полк вольтижёров и отправлен в Испанию. Участвовал в боевых операциях под командой маршалов Сульта и Массена. В 1811 году возвратился во Францию и 7 сентября того же года назначен командиром гвардейского полка фузилеров-егерей. С 2 марта 1812 года состоял с полком во 2-й гвардейской пехотной дивизии генерала Роге. Участвовал в Русской кампании 1812 года. Во время Бородинского сражения полк вместе с дивизией находился в резерве, после 15 часов был выдвинут к Семёновскому оврагу для поддержки частей 1-го и 3-го армейских корпусов, в боевое соприкосновение не вступал, но понёс потери от артиллерийского огня. В ночь на 16 ноября под Красным полки дивизии, построенные в три колонны, внезапно атаковали в штыки отряд генерала Ожаровского и отбросили его от города. 17 ноября дивизия вела бой к югу и юго-востоку от Красного. В боях при Березине части дивизии действовали во 2-й линии войск, сражавшихся против армии адмирала Чичагова, затем были в боях при Ковно и Вильно. Вриньи пересёк Польшу, вошёл в Восточную Пруссию, всё ещё таща за собой свою почётную саблю, с которой он никогда не расставался, и пал под Эльбингом, где был немедленно взят в плен и госпитализирован. Умер от истощения 5 января 1813 года в Эльбинге в возрасте 42 лет, и был похоронен в братской могиле.

## Воинские звания
- Капитан (15 сентября 1792 года);
- Капитан гвардии (30 мая 1805 года);
- Командир батальона гвардии (1 мая 1806 года);
- Майор гвардии (5 апреля 1809 года).

## Титулы
- Барон Вриньи и Империи (фр. baron Vrigny et de l'Empire; декрет от 15 марта 1810 года, патент подтверждён 4 июня 1810 года в Сен-Клу)[1][2].

## Награды
- Почётная сабля (15 сентября 1802 года)

 Легионер ордена Почётного легиона (24 сентября 1803 года)
 Офицер ордена Почётного легиона (14 июня 1804 года)